# La Coupole

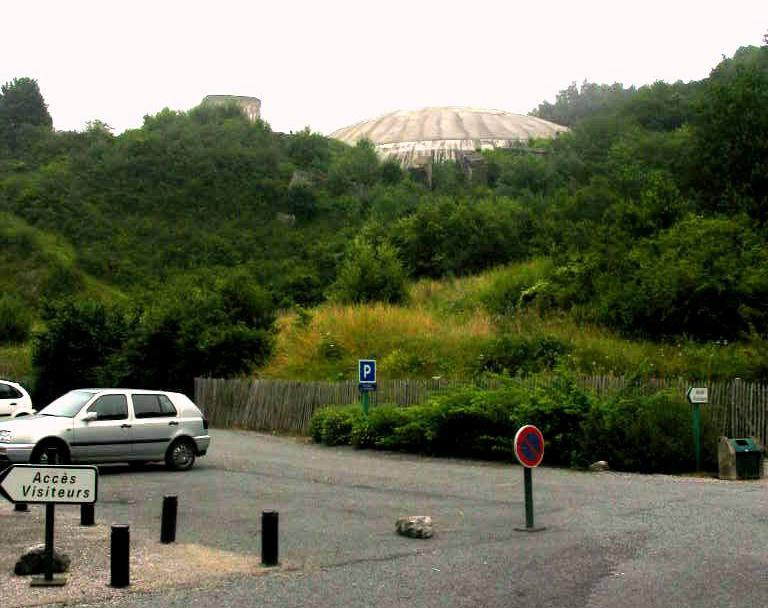
La Coupole (13 juli 2005)

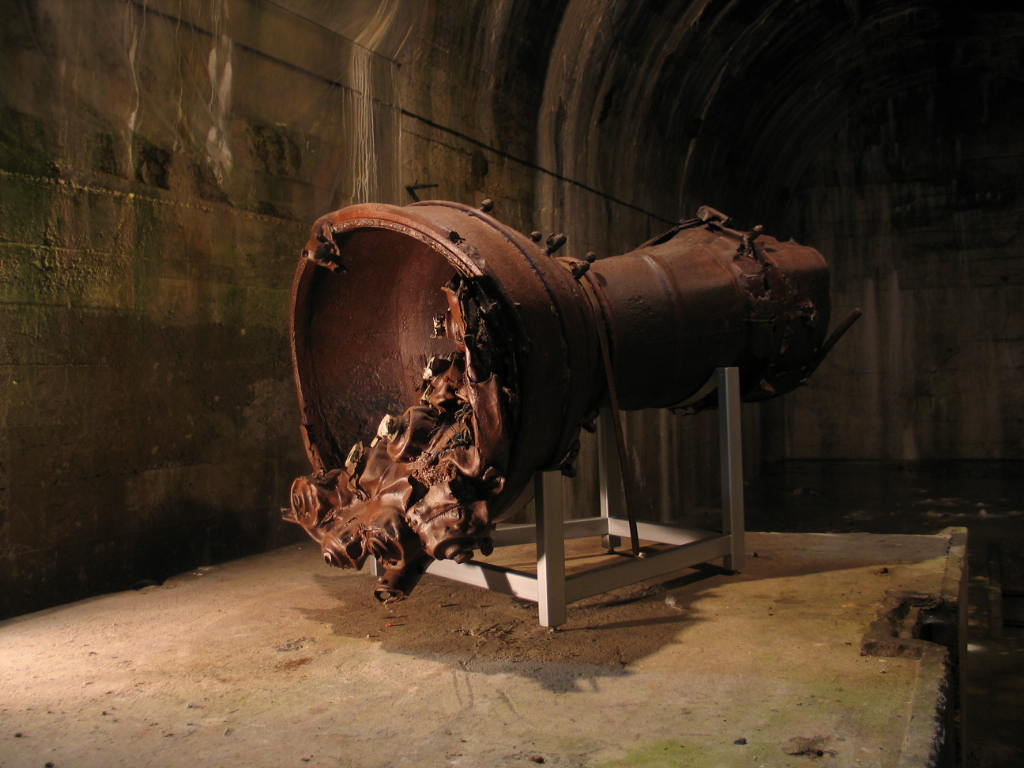
Een beschadigde V2-motor in La Coupole (13 juli 2005)

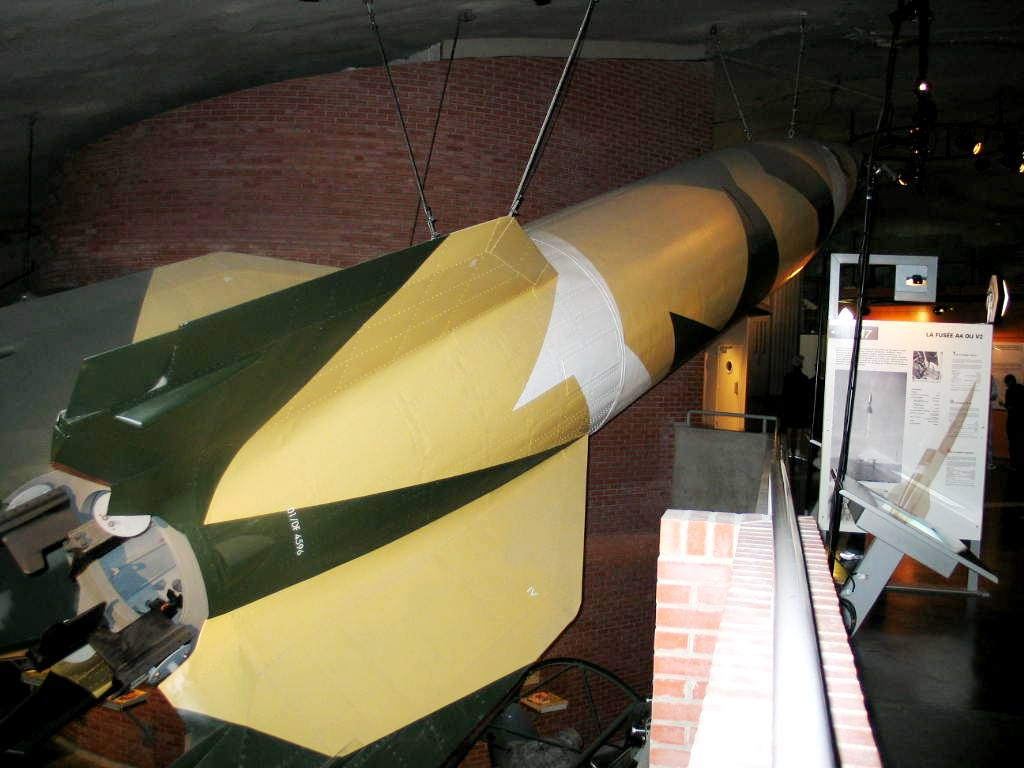
Model van een V2-raket in La Coupole (13 juli 2005)

La Coupole is een onderaards complex in de Franse gemeente Helfaut (departement Pas-de-Calais), vijf km ten zuiden van Sint-Omaars. Het werd tijdens de Tweede Wereldoorlog gebouwd en was bestemd voor de opslag en het lanceerklaar maken van 500 V2-raketten (50 raketten per 24 uur). De plek werd uitgekozen omdat ze langs de spoorbaan Calais - Boulogne-sur-Mer lag.

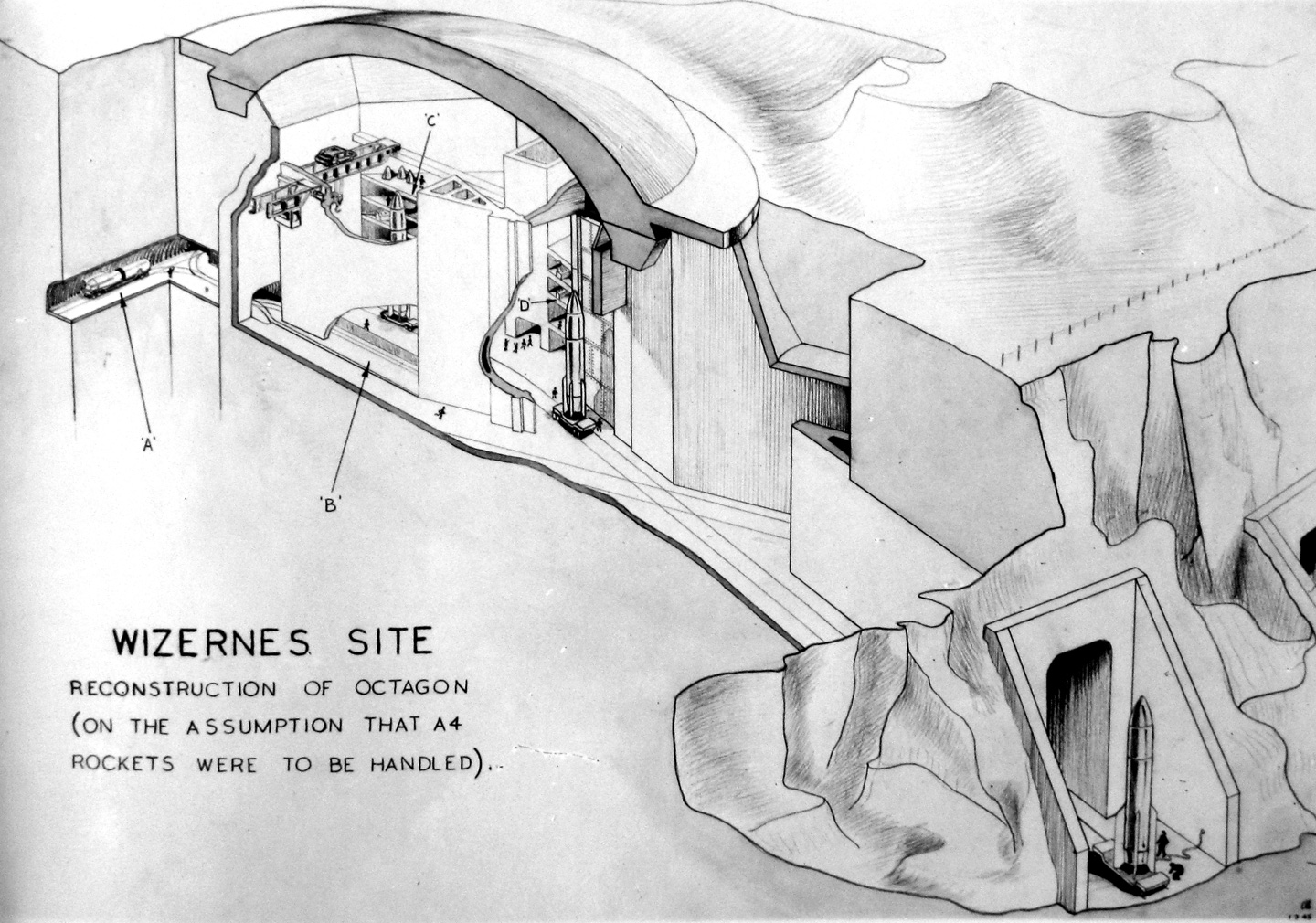
Reconstructieschets van de site

## Constructie
Het nog zichtbare bouwwerk (de koepel met een diameter van 71 m, de onderaardse ruimtes en de muren van de zaal voor het lanceerklaar maken) werd in negen maanden gebouwd. De bouw begon in oktober 1943, onder de codenaam Bauvorhaben 21 en werd door de Organisation Todt, die met de constructie van de grote gebouwen was belast, uitbesteed aan grote Duitse ondernemingen. Dag en nacht werkten gemiddeld 1300 arbeiders, van wie 60% Duitsers en de rest jonge Fransen en Russische krijgsgevangenen. De bewakers waren Belgen uit collaboratiebewegingen.
Terwijl werd begonnen met het graven van de gangen dachten de Duitse ingenieurs na over de manier waarop het onderaards complex met een koepel kon worden beschermd. Men vond een oplossing door het Erdschalung-principe toe te passen waarbij de ondergrond, die plaatselijk bestaat uit krijt en klei, zó werd weggehaald dat hij als bekisting en fundament diende voor de vijf meter dikke, uit gewapend beton bestaande koepel. Toen de koepel klaar was, werd het krijt en de klei onder de koepel weggegraven. Voor de bouw van het complex werd 100.000 m³ beton gestort.
In de zaal voor het lanceerklaar maken van de V2 raketten - achthoekig, 41 m breed en 25 m hoog - zouden de raketten horizontaal binnenkomen en dan in twee parallelle gangen met 14 tegelijkertijd verticaal op wagentjes geplaatst, afgesteld en van brandstof worden voorzien. De raketten zouden vervolgens naar buiten worden gereden in de steengroeve, via twee lanceersporen, Gustav en Gretchen genaamd. De nazi's hebben de installatie nooit in gebruik genomen vanwege de reactie van de geallieerden. 

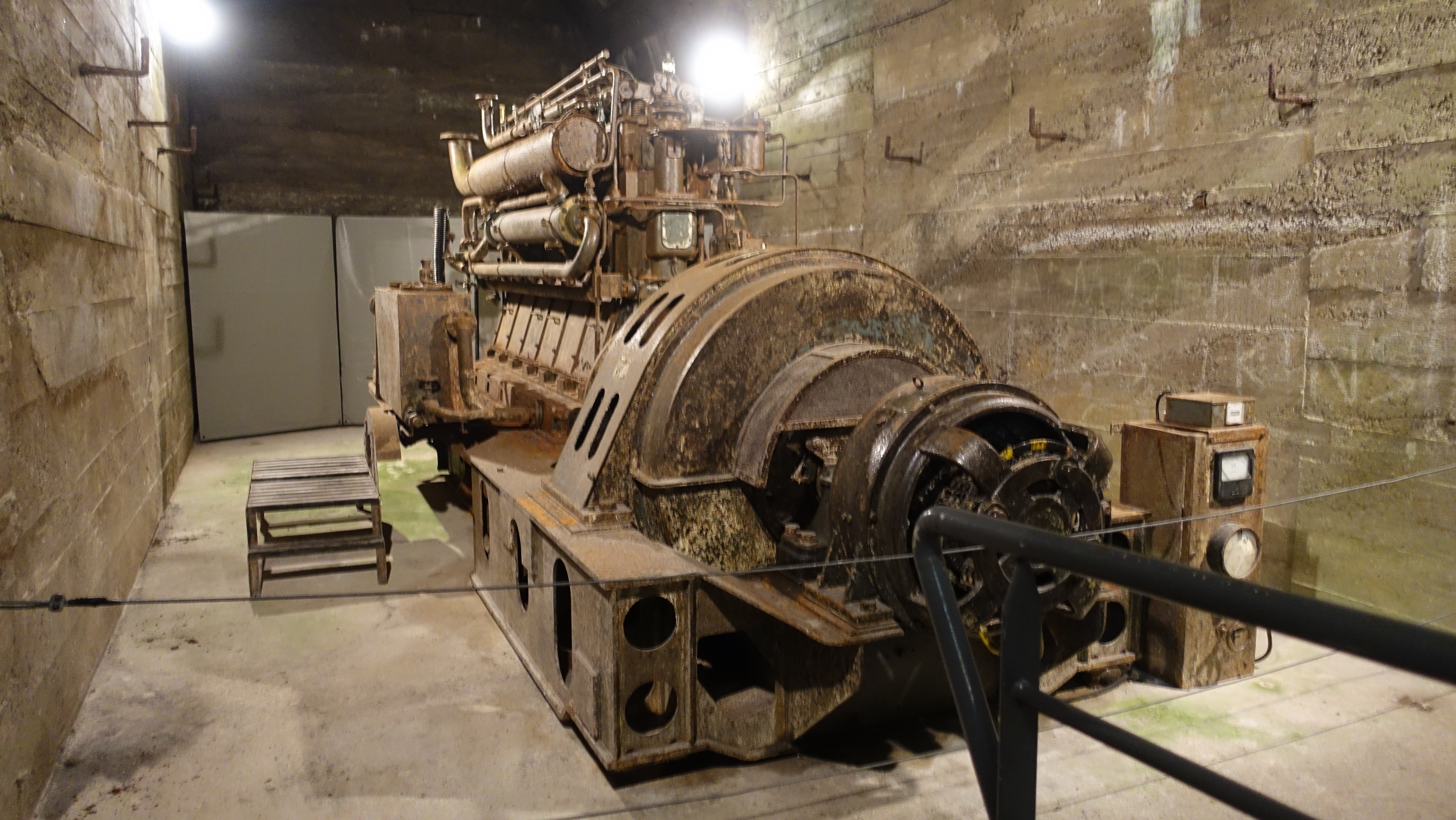
Dieselgenerator

De ruimte moest geheel zelfstandig kunnen functioneren. Daarom was er een grote generator geïnstalleerd, die in 2025 nog te zien is. 

## Reactie van de geallieerden
De aanleg van de installaties was ontdekt via luchtfoto's, waarna de geallieerden het gebied zwaar begonnen te bombarderen als onderdeel van de operatie Crossbow. De RAF voerde herhaalde luchtaanvallen uit tijdens de laatste vijf maanden van de bouw van La Coupole. Tijdens de bombardementen waarbij meer dan 3000 ton bommen werden gedropt, kwamen in het dorp Helfaut 21 en in de buurgemeente Wizernes 55 mensen om het leven. Tweemaal werd de Tallboy afgeworpen, een bom van meer dan 5 ton.
De nazi's zagen hierdoor in dat de installatie te kwetsbaar was en besloten de V2 te lanceren vanaf mobiele platforms. Daarom is de basis nooit in gebruik genomen. De bouwwerkzaamheden werden in juli 1944 stopgezet. De koepel en 7 km onderaardse gangen waren inmiddels klaar.

## La Coupole als museum
In 2005 zijn een aantal tentoonstellingsruimtes en twee bioscoopzalen ingericht in en naast de eigenlijke bunker. Ze geven een overzicht van de geheime wapens van het nazirijk, waaronder de rol van Wernher von Braun, de concentratiekampen, de bevrijding van Noord-Frankrijk, de invasie van 1940, het dagelijks leven tijdens de Tweede Wereldoorlog, het verzet, maar ook van de ontwikkeling van de ruimtevaart. Alle informatie wordt aangeboden in vier talen: Frans, Engels, Nederlands en Duits.